# 가면 속의 아리아
《가면 속의 아리아》(Le Maitre De Musique, The Music Teacher)는 벨기에에서 제작된 제라르 꼬르비오 감독의 1987년 드라마 영화이다. 조제 판 담 등이 주연으로 출연하였고 알렉상드르 플렛스터 등이 제작에 참여하였다.

## 출연

### 주연
- 조제 판 담

### 조연
- 앤 루셀
- 필립 볼터
- 실비 페넥

## 기타
- 협력프로듀서: 도미니크 얀